# Ти Ви 5
Ти Ви Файв (на английски: TV5) е филипинска медийна компания със седалище в Мандалуйонг, със своите алтернативни студия със седалище в Кесон Сити. Тя е собственост на MediaQuest Holdings, дъщерно дружество на филипинския телекомуникационен гигант PLDT и оглавявано от Мануел Пангилинан.
Сред активите на компанията има и управлява два наземни телевизионни канала (TV5 и One Sports), националната радиостанция (Radyo5 92.3 News FM) и регионалната радио мрежа (Radyo5). Ти Ви Файв също така управлява два международни телевизионни канала (Kapatid Channel и AksyonTV International), заедно с дъщерни дружества като телевизионни филмови продукции и оригинали (Studio5), ексклузивен агент за продажби и маркетинг (Media5), както и цифрови и онлайн портални технологии (D5 Studio; TV5. com.ph, News5 Digital, ESPN5.com и GG Network).
На 15 август 2020 г. TV5 Network обяви партньорство със своята дъщерна компания, Cignal TV, за да стане основен доставчик на съдържание на TV5, която да управлява програмирането на мрежата, за да върне славните дни на TV5 и да се конкурира отново с GMA Network, дългогодишния съперник на TV5 и други телевизионни мрежи във Филипините след изтичането на конгресния франчайз на ABS-CBN през май 2020 г.